# GX Airlines
Guangxi Beibu Gulf Airlines, действующая как GX Airlines (кит. 北部湾航空), — китайская авиакомпания со штаб-квартирой в городском округе Наньнин (автономный район Гуанси, КНР), работающая в сфере региональных пассажирских перевозок. Дочернее предприятие регионала Tianjin Airlines и первая коммерческая авиакомпания Гуанси-Чжуанского автономного района.
Портом приписки перевозчика и его главным транзитным узлом (хабом) является международный аэропорт Наньнин Усюй.

## История
GX Airlines была основана в качестве совместного предприятия региональной авиакомпанией Tianjin Airlines и инвестиционным холдингом «Guangxi Beibu Gulf Investment Group» в долях собственности 70 и 30 процентов соответственно. Свой первый самолёт Embraer 190 GX Airlines получила в лизинг у Tianjin Airlines, 1 февраля 2015 года авиакомпании был выдан сертификат эксплуатанта.
Авиакомпания начала операционную деятельность 13 февраля 2015 года с выполнения регулярных рейсов между городами Наньнин и Хайкоу (Хайнань).
В ноябре 2015 года GX Airlines взяла в штат первых иностранных пилотов (из Канады, Бразилии и Финляндии).

## Флот
В феврале 2016 года воздушный флот авиакомпании GX Airlines составляли следующие самолёты:
| Тип самолёта    | В эксплуатации | Заказано | Пассажирских мест | Примечания                    |
| Airbus A320-200 | 7              | —        | 180               | [ 9 ] [ 10 ]                  |
| Airbus A320neo  | 4              | —        | 186               | [ 11 ]                        |
| Embraer E-190   | 17             |          | 104               | в лизинге из Tianjin Airlines |